# 薛存誠
薛存诚（?—?），字资明，河中府宝鼎县（今山西省临猗县）人，出自河东薛氏西祖第三房，唐朝官员。
薛存诚擢进士第，开始在藩镇任职，入朝为监察御史、知馆驿。唐宪宗想用宦官为馆驿使，被他劝阻。转任殿中侍御史、升任度支员外郎。裴垍担任宰相，任命他为起居郎，转任司勋员外郎、刑部郎中、兼侍御史知杂事，改任兵部郎中、给事中。琼林库上报的工徒数目大，他没有批准。军镇陷害咸阳县尉，他阻挡敕书。宪宗授他为御史中丞。薛存诚性情和易，对人无所不容，但当官处事，毅然不可动摇。僧人鉴虚倚仗宦官作恶，后因杜黄裳、于頔私事下狱，薛存诚详细调查，当处以极刑。薛存诚拒绝宪宗释放的诏书及权贵请托，以死相争，鉴虚最终处决。信州刺史李位被诬陷谋反，薛存诚为他昭雪。再任给事中，刚刚任命他为御史中丞时，薛存诚以暴病而亡，宪宗深为痛惜，追赠刑部侍郎。其子薛廷老。

## 延伸阅读
[在维基数据编辑]
 在维基文库阅读此作者作品
 《舊唐書·卷153》，出自刘昫《舊唐書》
 《新唐書·卷162》，出自《新唐書》